# Гриднево (Московская область)
Гриднево — деревня в Можайском районе Московской области России в составе городского поселения Уваровка. В деревне числится одно садоводческое товарищество. До 2006 года Гриднево входило в состав Колоцкого сельского округа.
Деревня расположена в центральной части района, у истока реки Колочи, примерно в 5 км к юго-западу от пгт Уваровка, высота центра — 273 м над уровнем моря. Ближайшие населённые пункты — Власово, Прокофьево и Корытово.
| 2002 | 2006 | 2010 |
| ---- | ---- | ---- |
| 45   | ↗53  | ↘42  |

## История

Карта Гжатского уезда и старой Смоленской дороги. 1871 год

Деревня Гриднево (Гриднева) образовалась в начале 18 века на территории Можайского уезда на берегу реки Колочь. После Реформы губернского управления в 1715 году, проведенной Петром I Великим, деревня была включена в состав Московской губернии.
Центральная дорога, разделяющая деревню на 2 части, является одним из сохранившихся участков знаменитой Старой Смоленской дороги, по которой Наполеон с войском двигался на Москву.
Также деревня известна тем, что в ней останавливался Наполеон перед битвой при Шевардино
Перед рекой Колочь, под её высоким левым берегом (слева у дороги), в кустах сохранился святой источник (родник). Вытекает по трубе из-под бетонной плиты. Покровитель источника - Казанская Божья Матерь.